# 圓通巖
圓通巖位於台灣台北市中山區中山北路四段劍潭山上，為主祀觀音之佛教廟宇。該廟宇為傳統之巖仔，重建於1959年，現為位於台北中山區之仿古建築。另外，該廟宇的組織型態為管理人制，祭典日期則是每年農曆之二月十九日觀音菩薩誕辰日。